# Crowley (Kolorado)
Crowley – miasto w Stanach Zjednoczonych, w stanie Kolorado, w hrabstwie Crowley.